# 유로파코프
유로파코프(영어: EuropaCorp)는 프랑스의 영화 제작 회사이다. 파리 북부 교외의 생드니에 본사를 두고 있는 프랑스 영화 회사이자 장편 영화를 제작하고 배급하는 몇 안 되는 풀 서비스 독립 스튜디오 중 하나이다. 제작, 배급, 홈 엔터테인먼트, VOD, 판매, 파트너십 및 라이센스, 녹음, 출판 및 전시를 전문으로 한다. 유로파코프의 통합 금융 모델은 다양한 장르의 영화와 국제 시장에서의 강력한 입지를 통해 광범위한 소스에서 수익을 창출한다.
유로파코프는 14년 넘게 80편이 넘는 영화를 제작 및 공동 제작했으며 로이시필름스(RoissyFilms) 카탈로그 통합 이후 현재 500개 이상의 타이틀을 배포하고 있다. 이 스튜디오는 주로 국제 시장에서 강력한 수익 잠재력을 지닌 영어 영화 제작에 대한 전문 지식으로 유명하다. 이 회사는 성공적인 테이큰 3부작과 트랜스포터 시리즈를 개발하고 제작했다. 회사는 유라파코프의 인기 영화인 택시 영화 프랜차이즈를 이미 각색한 유로파코프 텔레비전을 통해 2010년부터 TV 시리즈 제작을 시작했다.
2018년부터 회사는 회장이자 대주주인 뤽 베송(Luc Besson)에 대한 강간 및 성폭행 혐의로 소란스러운 시기를 겪었다.

## 영화
- 닐 바이 마우스
- 택시 2
- 더 댄서 (2000년 영화)
- 방라잔
- 야마카시 (영화)
- 키스 오브 드래곤
- 와사비 (영화)
- 트랜스포터 (영화)
- 택시 3
- 팡팡 튤립 (2003년 영화)
- 엑스텐션 (영화)
- 투게더 (2002년 영화)
- 옹박 - 무에타이의 후예
- 크림슨 리버 2 - 요한 계시록의 천사들
- 택시: 더 맥시멈
- 13구역
- 더 독
- 트랜스포터: 엑스트림
- 리볼버 (2005년 영화)
- 멜키아데스 에스트라다의 세번의 장례식
- 엔젤-A
- 밴디다스
- 식물학자의 딸
- 러브 & 트러블
- 텔 노 원
- 아더와 미니모이: 제1탄 비밀 원정대의 출정
- 아담스 애플
- 택시 4
- 더 시크릿 (2007년 영화)
- 히트맨 (2007년 영화)
- 프런티어 (영화)
- 테이큰 (영화)
- 포 미니츠
- 트랜스포터: 라스트 미션
- 비카인드 리와인드
- 13구역: 얼티메이텀
- 홈 (2009년 영화)
- 더 콘서트
- 아더와 미니모이 2: 셀레니아 공주 구출 작전
- 22 블렛
- 필립 모리스 (영화)
- 프롬 파리 위드 러브
- 블랑섹의 기이한 모험 (영화)
- 프렌즈: 하얀 거짓말
- 빅 픽처 (영화)
- 아더와 미니모이 3: 두 세계의 전쟁
- 소스: 아내들의 파업
- 콜롬비아나
- 파리의 유령
- 더 레이디
- 사랑의 유효기간은 3년
- 락아웃: 익스트림미션
- 블라인드 맨
- 테이큰 2
- 웃는 남자 (2012년 영화)
- 위험한 패밀리
- 뫼비우스: 위험한 미션
- 인터섹션 (영화)
- 서른아홉, 열아홉
- 쿠크하트: 시계심장을 가진 소년
- 쓰리데이즈 투 킬
- 루시 (영화)
- 브릭 맨션: 통제불능 범죄구역
- 생로랑 (영화)
- 더 홈즈맨
- 테이큰 3
- 트랜스포터: 리퓰드
- 빅 게임
- 미스터 캣
- 이스케이프 런
- 미스 슬로운
- 워리어스 게이트
- 아름다운 날들 (2016년 영화)
- 발레리안: 천 개 행성의 도시
- 더 서클 (2017년 영화)
- 에델과 어니스트
- 택시 5
- 쿠르스크 (영화)
- 레니게이드 (2017년 영화)
- 안나 (2019년 장편 영화)
- 도그맨 (2023년 영화)